# Hårdrygg
Hårdrygg (Megalechis picta) är en fiskart som först beskrevs av Müller och Troschel, 1849.  Hårdrygg ingår i släktet Megalechis och familjen Callichthyidae. Inga underarter finns listade i Catalogue of Life.